# Завод метанолу у Бонтанзі
Завод метанолу у Бонтанзі – індонезійське підприємство, яке знаходиться на східному узбережжі острова Калімантан у Бонтанзі.
У останній чверті 20 століття на сході Калімантану виник потужний газовидобувний район, продукція якого вивозилась за межі регіону за допомогою розташованого у Бонтанзі заводу зі зрідження газу (перші лінії стали до ладу в 1977 році). Втім, на початку 1990-х також вирішили організувати переробку частини газу у тому ж Бонтанзі, де узялись за зведення заводу із випуску метанолу. В 1998-му це підприємство розпочало випуск товарної продукції та в 2000 році змогло вийти на проектну потужність у 660 тисяч тон метанолу на рік. Підприємство використовує технологію німецької Lurgi.
Необхідний для роботи природний газ отримують за допомогою трубопровідної системи Бадак – Бонтанг. Виготовлену продукцію відвантажують через власний причал, який здатний приймати судна дедвейтом 30 тисяч тон та має робочу глибину у 11,5 метра.
Проект зі спорудження заводу метанолу реалізували через компанію PT. Kaltim Methanol Industri, власниками якої були японські Nissho Iwai Corporation (85%, в 2004-му унаслідок злиття увійшла до складу Sojitz Corporation) та Daicel Corporation (5%), а також індонезійська PT. Humpuss (10%).